# Sophie Nyweide
Sophie Nyweide (eigentlich Marion S. Nyweide; * 8. Juli 2000 in Burlington, Vermont; † 14. April 2025 in Bennington, Vermont) war eine US-amerikanische Schauspielerin.

## Karriere
Nyweide erlangte als Kinderstar Bekanntheit mit Rollen in Filmen wie Bella (2006), Mammut (2009) oder Noah (2014).
2015 zog sie sich aus der Öffentlichkeit zurück.

## Gesundheitszustand
Privat kämpfte Nyweide mit persönlichen Problemen, die sie zeitlebens belasteten und in ihrer Kunst mittels Zeichnungen und Schriften verarbeitete.
Zwischen 2015 und etwa 2017 war Nyweide im Elevations RTC, einem stationären Behandlungszentrum für Jugendliche in Utah, eingeschrieben, das Berichten zufolge von ihrer Mutter, der Schauspielerin Shelly Gibson, vermittelt wurde. Laut Aussagen der Familie ging Sophie in Behandlungseinrichtungen ein und aus, bis sie 18 Jahre alt wurde – eine Behandlung, der sie Berichten zufolge nicht zugestimmt hat und die, wie ihre Familie später einräumte, bei ihr ein erhebliches emotionales Trauma verursachte. Laut Nyweides Familie versuchte sie mit Selbstmedikation, mit ihrem Trauma fertigzuwerden.

## Tod
Nyweide starb am 14. April 2025 im Alter von 24 Jahren. Die Todesursache ist bisher nicht bekannt. Sie war zum Zeitpunkt ihres Todes schwanger.
Anstelle von Geschenken oder Blumen bat ihre Familie um Spenden an Rainn (Rape, Abuse & Incest National Network), eine US-Organisation gegen sexuelle Gewalt.

## Filmografie (Auswahl)
- 2006: Bella
- 2007: Margot und die Hochzeit (Margot at the Wedding)
- 2009: Mammut
- 2010: An Invisible Sign
- 2014: Noah
- 2015: Born Again (Kurzfilm)
- 2015: What Would You Do? (Fernsehshow, eine Folge)